# FK LAFC Lučenec
Futbalový klub LAFC Lučenec (w skrócie FK LAFC Lučenec) – słowacki klub piłkarski, grający niegdyś w drugiej lidze węgierskiej, drugiej lidze czechosłowackiej i drugiej lidze słowackiej, mający siedzibę w mieście Łuczeniec.

## Historia
Klub został założony w 1902 roku. W latach 1912–1914, 1939/1940 i 1941-1944 grał w drugiej lidze węgierskiej. Spędził również jeden sezon, 1959/1960, w drugiej lidze czechosłowackiej. Z kolei po rozpadzie Czechosłowacji najpierw grał w czwartej, a później w trzeciej lidze słowackiej.  W sezonie 2004/2005 awansował do drugiej ligi. Spadł z niej w sezonie 2011/2012. W 2016 roku został rozwiązany.

## Historyczne nazwy
- 1902 – Losonci AC (Losonci Atlétikai Club)
- 1918 – fuzja z Losonci TK, w wyniku czego powstałLosonci AFC (Losonci Atlétikai és Football Club)
- TJ Slavoj Lučenec (Telovýchovná jednota Slavoj Lučenec)
- TJ SZ Lučenec (Telovýchovná jednota Spojené závody Lučenec)
- FK LAFC Lučenec (Futbalový klub LAFC Lučenec)

## Stadion
Domowe mecze klub rozgrywał na stadionie o nazwie Mestský štadión Lučenec, położonym w mieście Łuczeniec. Stadion może pomieścić 5000 widzów.